# Melnik Ridge
Il Melnik Ridge (in lingua bulgara: Мелнишки хребет, Melnishki Hrebet) è una stretta dorsale montuosa, che si eleva fino ai 696 m del Melnik Peak, situata nella parte orientale dell'Isola Livingston, nelle Isole Shetland Meridionali, in Antartide. 
La dorsale è delimitata dal Ghiacciaio Kaliakra a nord e a ovest, e dall Ghiacciaio Struma a sudest; è collegata al Bowles Ridge dal Yankov Gap posto a 575 m di altitudine. È lunga 2,2 km, larga 0,5 km e si sviluppa in direzione est-ovest; le vette principali sono Sliven Peak e Etropole Peak, con la massima elevazione raggiunta dal Melnik Peak, posto all'estremità occidentale. Il versante meridionale è parzialmente privo di neve.
La dorsale fu ispezionata per la prima volta il 28 dicembre 2004 dai bulgari Lyubomir Ivanov e Doychin Vasilev, partiti dal Campo Accademia nel corso della spedizione di ricerca Tangra 2004/05.
La denominazione è stata assegnata in onore della città bulgara di Melnik, nella parte sudoccidentale del paese.

## Localizzazione
La dorsale è centrata alle coordinate 62°36′05″S 60°08′30″W, 4,16 km a est di Hemus Peak, 3,5 km a nordest del Monte Bowles e 4,1 km a nord del versante orientale del Kuzman Knoll. 
Mappatura del UK Directorate of Overseas Surveys nel 1968; rilevazione topografica bulgara nel 1997 e nel corso della spedizione Tangra 2004/05, con mappatura nel 2005 e 2009.

## Mappe
- South Shetland Islands. Scale 1:200000 topographic map. DOS 610 Sheet W 62 60. Tolworth, UK, 1968.
- Islas Livingston y Decepción.  Mapa topográfico a escala 1:100000.  Madrid: Servicio Geográfico del Ejército, 1991.
- S. Soccol, D. Gildea and J. Bath. Livingston Island, Antarctica. Scale 1:100000 satellite map. The Omega Foundation, USA, 2004.
- L.L. Ivanov et al., Antarctica: Livingston Island and Greenwich Island, South Shetland Islands (from English Strait to Morton Strait, with illustrations and ice-cover distribution), 1:100000 scale topographic map, Antarctic Place-names Commission of Bulgaria, Sofia, 2005
- L.L. Ivanov. Antarctica: Livingston Island and Greenwich, Robert, Snow and Smith Islands. Scale 1:120000 topographic map. Troyan: Manfred Wörner Foundation, 2010. ISBN 978-954-92032-9-5 (First edition 2009. ISBN 978-954-92032-6-4)
- Antarctic Digital Database (ADD). Scale 1:250000 topographic map of Antarctica. Scientific Committee on Antarctic Research (SCAR), 1993–2016.